# Signe Hasso

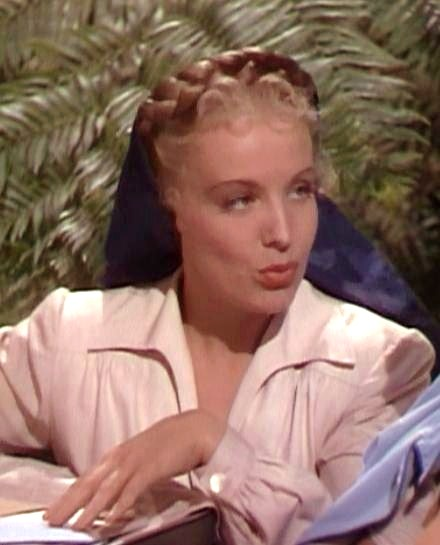
Dans L'Odyssée du docteur Wassell (1944)

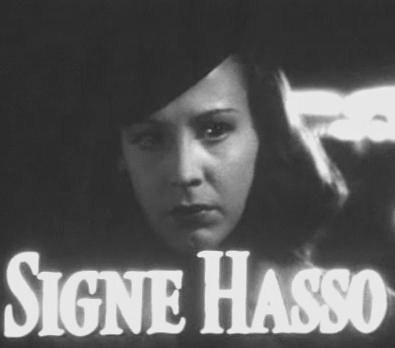
Dans Johnny Angel (1945)

Signe Hasso est une actrice d'origine suédoise, naturalisée américaine, née Signe Eleonora Cecilia Larsson à Stockholm (Suède) le 15 août 1915, décédée à Los Angeles (Californie, États-Unis) le 7 juin 2002.

## Biographie
Formée à l'école (Dramatens elevskola) du Théâtre dramatique royal — "Kungliga Dramatiska Teatern", abrégé Dramaten, en suédois — de Stockholm, elle débute au théâtre en 1933 et joue au Dramaten jusqu'en 1939. Ayant épousé en 1932 le chef opérateur et réalisateur suédois Harry Hasso (1904-1984), elle sera désormais connue sous le nom de Signe Hasso (et ce jusqu'à la fin de sa carrière, bien qu'ayant divorcé en 1941). La même année 1933, elle débute au cinéma et tourne en tout treize films suédois jusqu'en 1941.
Sollicitée par Hollywood en 1940, elle émigre aux États-Unis (où elle s'installe définitivement) et se retrouve sous contrat à la RKO puis à la Metro-Goldwyn-Mayer, au moment où une autre actrice d'origine suédoise, Greta Garbo, vient de se retirer (en 1941), laissant donc une place vacante. Mais après quinze films américains de 1942 à 1950 (et, cette dernière année, un film suédois d'Ingmar Bergman), Signe Hasso met quasiment un terme à sa carrière au cinéma : par la suite, elle apparaît seulement dans sept autres films, disséminés entre 1954 et 1998. Mentionnons également un film allemand en 1953, dont elle n'est pas actrice mais réalisatrice (unique contribution à ce titre, en collaboration avec son ex-mari Harry Hasso).
Si elle délaisse le grand écran, Signe Hasso est en revanche active à la télévision, dès les années 1950, participant aux États-Unis à bon nombre de séries et téléfilms, de 1951 à 1985. De plus, elle joue occasionnellement au théâtre à Broadway (quatre pièces, entre 1941 et 1957).
Pour sa contribution au cinéma, une étoile lui est dédiée sur le Walk of Fame d'Hollywood Boulevard.

## Filmographie partielle
Comme actrice, sauf mention contraire

### Au cinéma
- 1939 : Emilie Högquist de Gustaf Molander : Emilie Högquist
- 1941 : Den ljusnande framtid de Gustaf Molander
- 1942 : Voyage pour Margaret (Journey for Margaret) de W. S. Van Dyke (petit rôle non crédité)
- 1943 : Un commando en Bretagne (Assignment in Brittany) de Jack Conway
- 1943 : Le ciel peut attendre (Heaven can wait) d'Ernst Lubitsch
- 1944 : L'Odyssée du docteur Wassell (The Story of Dr Wassel) de Cecil B. DeMille
- 1944 : La Septième Croix (The Seventh Cross) de Fred Zinnemann
- 1945 : Dangereuse Association (Dangerous Partners) d'Edward L. Cahn
- 1945 : La Maison de la 92ème rue (The House on 92nd Street) d'Henry Hathaway
- 1945 : Johnny Angel d'Edwin L. Marin
- 1946 : Scandale à Paris (A Scandal in Paris) de Douglas Sirk
- 1946 : Strange Triangle de Ray McCarey
- 1947 : À vos ordres ma générale (Where there's Life) de Sidney Lanfield
- 1947 : Othello (A Double Life) de George Cukor
- 1948 : Opium (To the Ends of the Earth) de Robert Stevenson
- 1950 : Cas de conscience (Crisis) de Richard Brooks
- 1950 : Cela ne se produirait pas ici (Sånt händer inte här) d'Ingmar Bergman
- 1950 : J'ai grandi en prison (Outside the Wall) de Crane Wilbur
- 1953 : Maria Johanna (réalisation, conjointement avec Harry Hasso)
- 1966 : Picture Mommy Dead de Bert I. Gordon
- 1973 : A Reflection of Fear (en) de William A. Fraker
- 1975 : The Black Bird de David Giler
- 1977 : Jamais je ne t'ai promis un jardin de roses (I never promised you a Rose Garden) d'Anthony Page
- 1999 : American masters : On Cukor documentaire de Robert Trachtenberg
- 2000 : Un amour sauvé de l'enfer (One hell of a guy) de James David Pasternak
- 2001 : Greta Garbo : A lone star documentaire de Steve Cole

### À la télévision

#### Séries
- 1962 : Échec et Mat (Checkmate)
  - Saison 2, épisode 19 An Assassin arrives, Andante
- 1962 : Route 66 (titre original)
  - Saison 2, épisode 30 A Feat of Strength de David Lowell Rich
  - Saison 3, épisode 1 One Tiger to the Hill de D. L. Rich
- 1963 : Bonanza
  - Saison 4, épisode 23 A Stranger passed this Way de Lewis Allen
- 1964 : Première série Au-delà du réel (The Outer Limits)
  - Saison 1, épisode 30 Une nouvelle dimension (The Production and Decay of Strange Particles)
- 1966 : Le Frelon vert (The Green Hornet)
  - Saison unique, épisode 3 Programmé pour tuer (Programmed for Death)
- 1967 : Annie, agent très spécial (The Girl from U.N.C.L.E.)
  - Saison unique, épisode 27 The U.N.C.L.E. Samourai Affair
- 1971 : Cannon
  - Saison 1, épisode 9 Le Cercueil électrique (The Girl in the Electric Coffin)
- 1974 : Les Rues de San Francisco (The Streets of San Francisco)
  - Saison 2, épisode 16 La Chapelle des damnés (Chapel of the Damned) de George McCowan : Olga Vasiliev
- 1976 : Los Angeles, années 30 (City of Angels)
  - Saison unique, épisode 7 Les jeux étaient faits (Palm Springs Answer)
- 1978 : Starsky et Hutch (Starsky and Hutch)
  - Saison 3, épisode 15 Garde d'un corps (A Body Worth Garding)
- 1981 : Magnum
  - Saison 2, épisode 11 Entrez dans la danse (The Sixth Position) de Sidney Hayers
- 1982 : Fame
  - Saison 1 (en), épisode 15 Réunion (Reunion)
- 1983 : Pour l'amour du risque (Hart to Hart)
  - Saison 4, épisode 21 Peinture fraîche (Too Close to Hart) d'Earl Bellamy
- 1984 : L'Homme qui tombe à pic (The Fall Guy)
  - Saison 4, épisode 7 Le Fantôme de la Toussaint (October the 31st) de Glen A. Larson

#### Téléfilms
- 1967 : Code Name : Heraclitus de James Goldstone
- 1973 : The Magician de Marvin J. Chomsky
- 1975 : Shell Game de Glenn Jordan
- 1976 : Sherlock Holmes à New York (Sherlock Holmes in New York) de Boris Sagal
- 1977 : Winner take all de Robert Day
- 1981 : Evita Peron de Marvin J. Chomsky
- 1985 : Le Miroir aux alouettes (Mirrors) d'Harry Winer

## Théâtre (sélection)

### Au Dramaten
- 1935 : Ah, Solitude ! (titre original : Ah, Wilderness ! - titre suédois : Ljuva ungdomstid) d'Eugene O'Neill, avec Gunnar Björnstrand, Renée Björling
- 1935 : Le Songe (Ett drömspel) d'August Strindberg, avec Gunnar Björnstrand, Renée Björling, Lars Hanson
- 1935 : Marie Stuart (Maria Stuart) de Friedrich von Schiller, avec Lars Hanson
- 1936 : Nationale 6 (Huset vid landsvägen) de Jean-Jacques Bernard
- 1936 : Noix de coco (Kokosnöten) de Marcel Achard
- 1937 : Solness le constructeur (titre original : Bygmester Solness - titre suédois : Byggmästare Solness) d'Henrik Ibsen
- 1937 : Jedermann (titre original - titre suédois : Det gamla spelet om Envar) d'Hugo von Hofmannsthal
- 1937 : Call it a Day (En sån dag !) de Dodie Smith, avec Gunn Wållgren (remplaçant Signe Hasso)
- 1937 : La Saga des Folkungar (Folkungasagar) d'August Strindberg, avec Inga Tidblad
- 1938 : Dunungen de Selma Lagerlöf
- 1939 : Pâques (Påsk) d'August Strindberg, avec Renée Björling

### À Broadway
- 1941 : Golden Wings de William Jay et Guy Bolton, avec Lowell Gilmore, Fay Wray
- 1950 : Edwina Black de William Dunner et William Morum
- 1951-1952 : Glad Tidings d'Edward Mabley, mise en scène par (et avec) Melvyn Douglas
- 1956-1957 : La Charrette de pommes (The Apple Cart) de George Bernard Shaw, avec Maurice Evans